# دعم الحياة المتوسطة

دعم الحياة المتوسطة : هو مستوى تدريبي هدفه تزويد رعاية طبية للحالات الطارئة خارج المباني الطبية (رعاية طبية قبل الوصول إلى المستشفى).
وهو مصنف تحت درجة متوسطة من الرعاية الطبية للحالات الطارئة مقدمة من قبل مستجيبين متدربين بدرجة اعلى من المستجيبين الذين خضعوا للبرنامج التدريبي الاساسي لكن في نفس الوقت هم اقل درجة من المتدربين المحترفين (المسعفين). ويعرف أيضا بالدعم الصحي المتقدم المحدود.

## الوصف
برنامجي دعم الحياة المتوسطة والدعم الصحي المتقدم المحدود، يتكون من عدة مهارات وقوانين (بروتوكولات) مقتبسة من برنامج الدعم الصحي المتقدم.في الولايات المتحدة الأميريكية يعتبر هذين البرنامجين قابلين للمقارنة مع تقني طب الطوارئ المستوى الأول، وتقني طب الطوارئ المستوى الثاني، أو مع التقني الخبير بطب الطوارئ (وهذا كله يعتمد على الحالة).برناج الدعم الصحي المتوسط نشأ في الولايات المتحدة الاميريكية عام الف وتسعمائة وخمس وثمانين (1985) وهو الآن أصبح يستخدم في جميع انحاء العالم.

الدعم الصحي المتوسط أو الدعم الصحي المتقدم المحدود يمكن الاستعانة بهم في الحالات الطبية الطارئة التي تستدعي والتي لا تستدعي النقل إلى أحد المستشفيات.
الدعم الصحي المتوسط يمكن اعتباره دورة منفصلة للمحترفين والمتطوعين، أو يمكن اعتباره مهارة اضافية للمتدربين في الدعم الصحي المتقدم الذين لم يخضعو للتدريب في مجال الرعاية الصحية قبل الوصول إلى المستشفى.
لانه يعد مجال ومهارة تدريبية اضافية، يمكن للاطباء وطلاب التمريض والممرضين على رأس عملهم والقابلات وبعض من مقدمي الدعم الصحي مثل مقدمي العلاج الطبيعي، اطباء الاسنان وحتى المسعفين كمهارة اضافية في التشخيص السريري. ولا يقتصر هذا البرنامج فقط على الطاقم الطبي بل أيضا يمكن الانتساب اليه من خارج هذا النطاق مثل المطفئين، الشرطيين وضباط السجن في حال حدوث حالات طارئة.
يقوم هذا البرنامج بتزويد هذه المهارات: القدرة على معرفة اسباب السكتة القلبية الرئوية وادراك الحالة وعلاج المريض المتدهورة صحته فورا عن طريق نهج ABCDE , والمباشرة في الانعاش القلبي الرئوي وإزالة رجفان القلب (يدويا أو باستعمال اجهزة ازالة رجفان القلب الالية)، أو إجراء مناورة سريعة في المجرى التنفسي. استخدام مهارات غير تقنية في التنسيق مع باقي افراد الفريق لتحقيق استجابة سريعة للحالات الطبية الطارئة وانقاذ أكبر عدد من المرضى وهو الجوهر من استحداث هذا البرنامج.

## نطاق الممارسة
لحاملي شهادة الدعم الصحي المتوسط يعطيهم عدة مسميات مثل اطباء الطوارئ، اطباء الطوارئ المحترفين، تقني طب الطوارئ المستوى الثاني أو المتوسط لحد الاحتراف (مسعفين) وهذا كله يعتمد على مسميات الدولة والحالة. في الغالب يعمل الاطباء والاطباء المحترفين كفريق طبي شامل. كلاهما تلقا التدريب ذاته، ولكن يوجد فرق بينهم حيث ان المحترفين لديهم القدرة على اعطاء رعاية صحية متقدمة أكثر. الاطباء المحترفين يعملون كممرضين، مساعدو اطباء التخدير، طلاب طب، مسعفون أو مساعدي الاطباء.

توفير مهارات طبية وعلاج على مستوى عالي من المهارة حيث يستطيع الطاقم الطبي علاج المرضى على مستوى عالي من المهارة بل وأفضل من مجرد اسعافات اولية. حتى من غير من وجود اطباء الطوارئ المحترفين يستطيع اطباء الطوارئ توفير رعاية طبية مناسبة للحالات المرضية. الطاقم الطبي (المسعفين) يستطيعون التعامل مع حالات كسور الاطراف وتثبيتها لحين الوصول إلى المستفى، تثبيت العمود الفقري، مراقبة العلامات الحيوية متل مستوى الاوكسجين في الدم، النبض، ضغط الدم، مستوى السكر والوعي. وهم أيضا مدربون على اعطاء الاكسجين، السكر (الجلوكوز) عن طريق الفم، واستنشاق إبراتروبيوم / سالبوتامول، ورذاذ فنتانيل عن طريق الأنف، والكالسيوم الفاليما والباراسيتامول عن طريق الفم، إن نطاق الممارسة الطبية للأطباء المدربين على دعم الحياة المتوسطة قابل للمقارنة مع EMTs المعروفة في الولايات المتحدة. لا يلزم إبر في العلاج.
عند وجود طاقم طبي محترف في المكان فانه يزيد من القدرات على توفير مجموعة اوسع من الرعاية الطبية الطارئة. برنامج الرعاية الصحية المتقدمة لديه عدة انظمة (بروتوكولات) مدمجة في الرعاية الصحية المتوسطة.
الجلطات القلبية وصدمة الحساسية يمكن ادراج طرق علاجها في البرنامج مثل التي موجودة في برنامج الرعاية الصحية المتقدمة وبروتوكولات الإسعاف.يمكن أيضا ادراج اجهزة التنفس الاصطناعية بانواعها جميعا وهذا فقط إذا كان الطاقم الطبي مدرب جيدا على استخدامها.كما انهم يستطيعون تقديم الدواء عن طريق الوريد في حالات الجلطة القلبية، صدمة الحساسية أو صدمة نقص السكر في الدم.